# Store Marstein

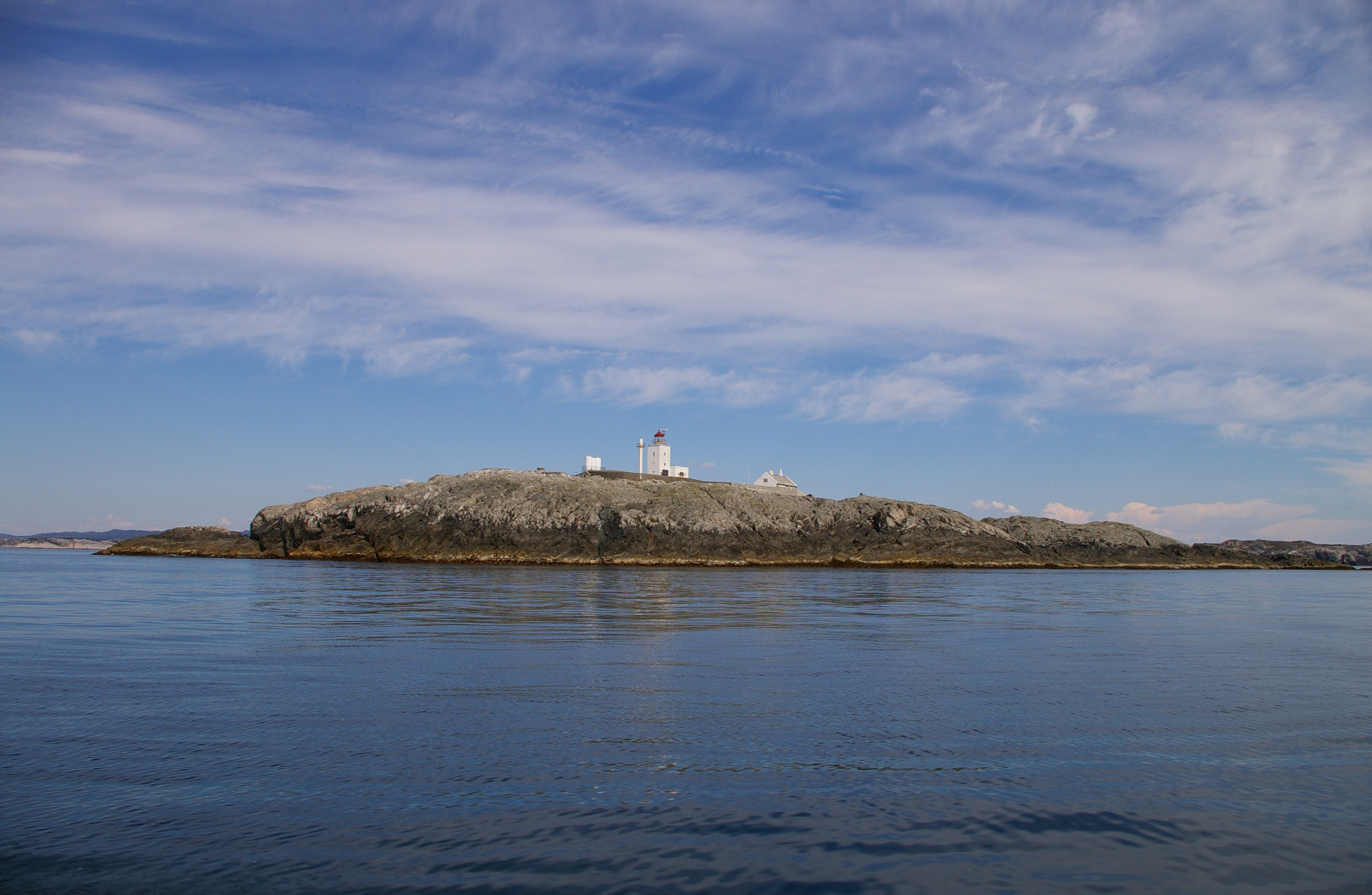
Marstein und der Leuchtturm Marstein, Sommer 2008

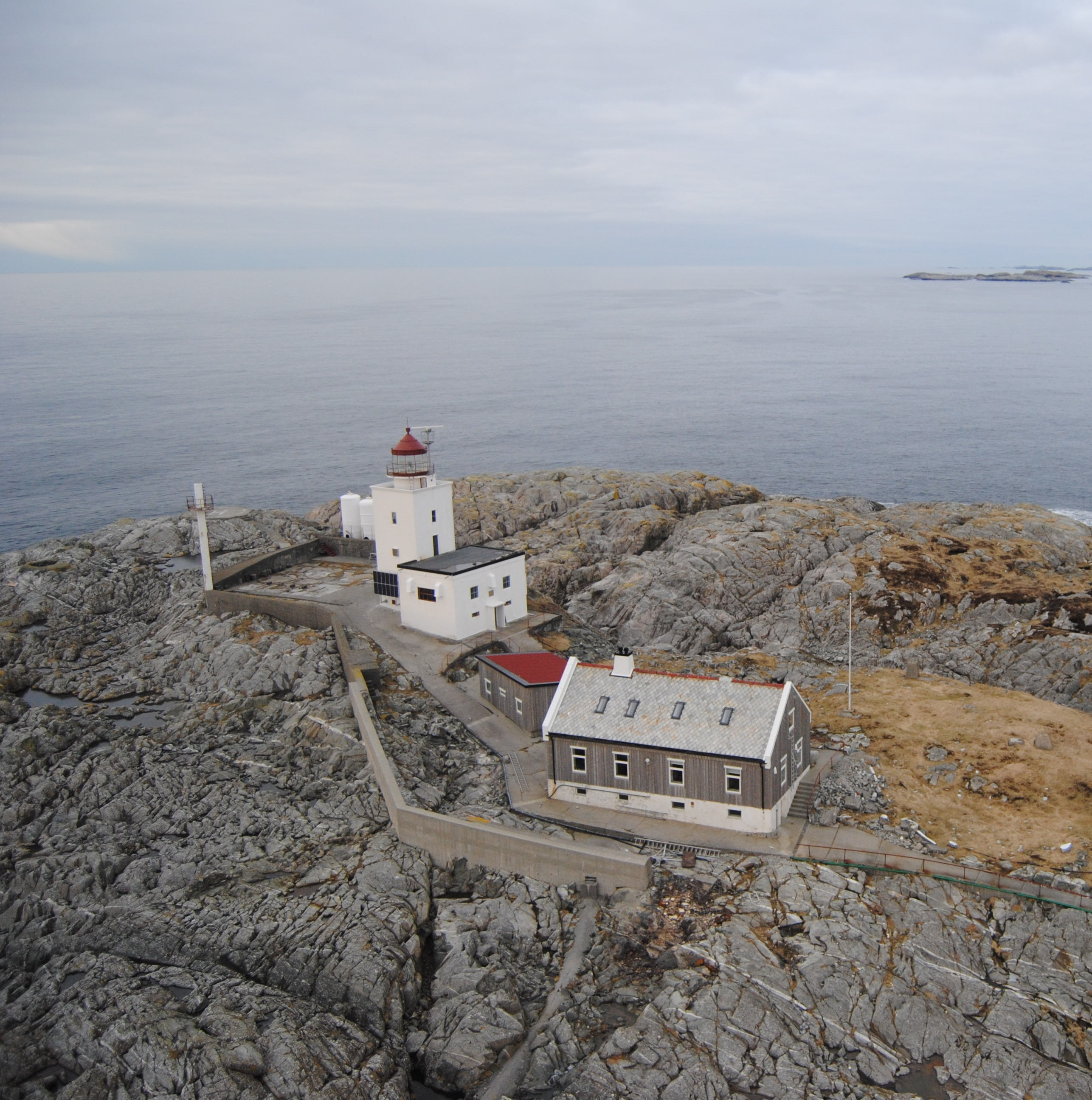
Marstein Leuchtturm und Wärterhaus

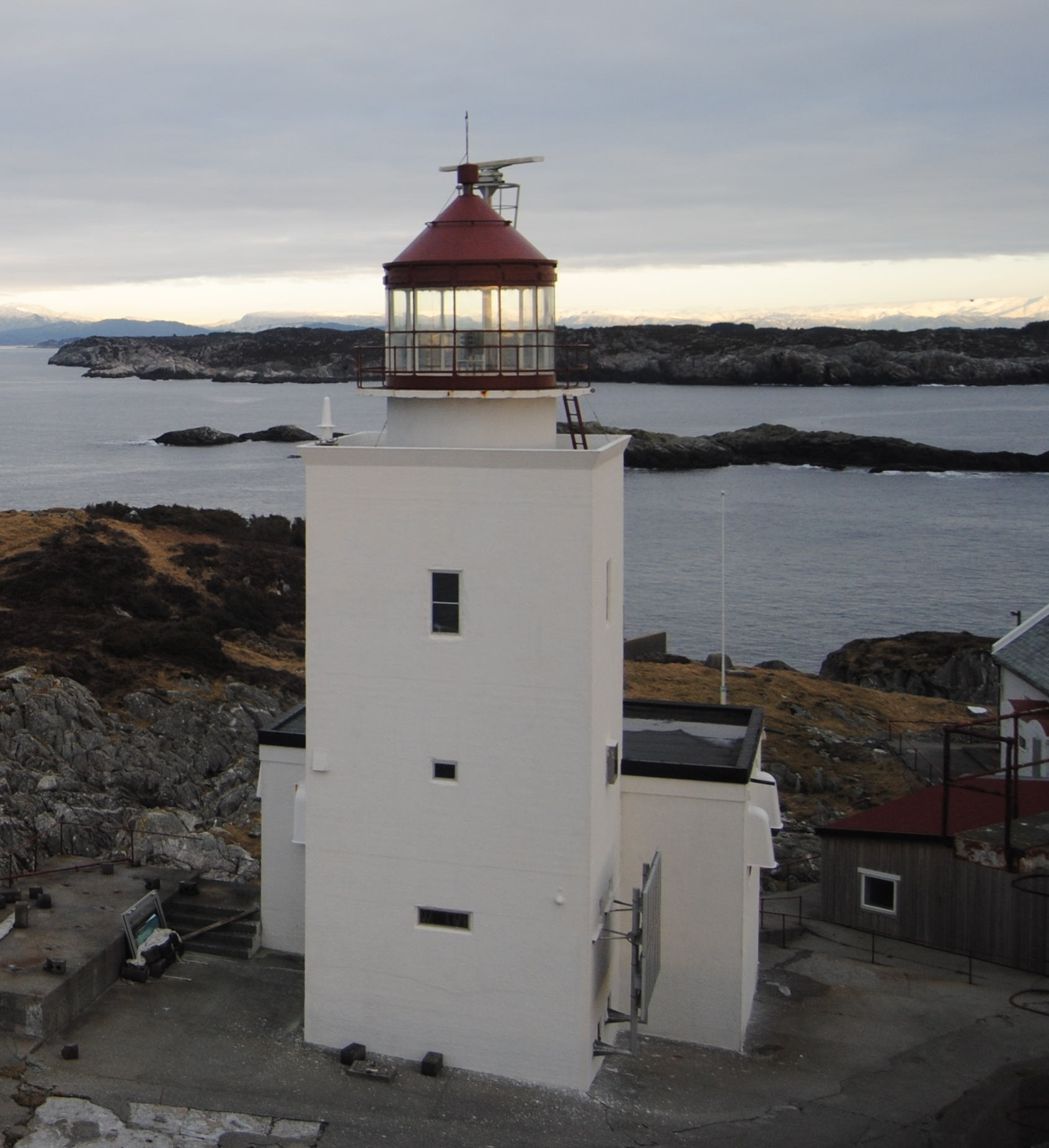
Der Leuchtturm

Marstein (bzw. Store Marstein) ist eine kleine, nur etwa 300 × 400 m große Insel vor der Westküste Norwegens. Sie liegt auf der Südseite zur Einfahrt in den Krossfjord und gehört zur Kommune Austevoll im Fylke Vestland.
Die Insel ist wegen des seit 1877 betriebenen Leuchtturms Marstein fyr von Bedeutung, der die Einfahrt in den Krossfjord und damit die südliche Zufahrt nach Bergen und die nördliche Zufahrt zum Hardangerfjord markiert.

## Geschichte
Im Zweiten Weltkrieg wurde die Insel nach der deutschen Besetzung Norwegens von deutschen Truppen besetzt, die eine Batterie von acht Geschützen installierten. Dies führte zu zwei alliierten Bombenangriffen auf die Insel, am 25. Juli und am 1. August 1940, die erheblichen Schaden verursachten.
Beim Nachkriegswiederaufbau 1949/50 wurde der alte Leuchtturm durch den heutigen ersetzt. Ein neues Wärterhaus wurde errichtet und die gesamte Anlage wurde mit einer schützenden Betonmauer umgeben. Der Leuchtturm wurde nunmehr im Schichtbetrieb betrieben, und es lebte keine Wärterfamilie mehr auf der Station. 1987 wurde das Leuchtfeuer automatisiert, aber noch bis 2002 wechselten sich Leuchtfeuerwärter im Schichtbetrieb auf der Insel ab.
Am 24. Januar 1994 strandete die norwegische Fregatte KNM Oslo (F 300), das Typschiff der Oslo-Klasse, wegen Motorschadens vor Marstein auf dem felsigen Grund. Das Schiff bekam schnell starke Schlagseite, und zwei Mann der Besatzung fielen über Bord. Einer wurde nach 18 Minuten aus dem kalten Wasser gerettet, aber Korvettenkapitän Torbjørn Tellefsen kam ums Leben. Die Fregatte wurde am nächsten Tag vom Felsen geschleppt, sank dann jedoch beim Abschleppen im Krossfjord bei Steinneset, Austevoll.
Am 11. Januar 2005 verursachte der Orkan Inga massive Verwüstungen auf der Insel. Die Brecher zerstörten die Wellenbrechermauer um die Anlage und verwüsteten das Wärterhaus. Der Leuchtturm selbst wurde nicht beschädigt, und Menschen waren an diesem Tage nicht auf der Insel.

## Heutige Nutzung
Die Insel mitsamt der Leuchtturmanlage wurde im August 2006 der Kommune Austevoll übertragen; lediglich die Verantwortung für Wartung und Betrieb des Leuchtturms verblieb bei der Küstenverwaltung (Kystverket). Die Gemeinde und die norwegische Regierung stellten Gelder zur Verfügung, um den Ort touristisch zu erschließen. Im Jahre 2010 übernahm eine zu diesem Zweck von den Kommunen Austevoll und Sund und dem Unternehmer und ehemaligen Storting-Abgeordneten Magnus Stangeland gegründete Stiftung die Verantwortung für Dock und Gebäude, um die Insel der Öffentlichkeit zugänglich zu machen. Die Gebäude wurden vollständig renoviert und umgestaltet, so dass seitdem 11 Zimmer mit 22 Betten sowie ein Konferenz- und Partyraum zur Verfügung stehen. Seit Mai 2013 wird die Anlage von dem etwa 10 km nordöstlich am Austefjord auf Sotra gelegenen Panorama Konferenzhotel betrieben, das im Frühjahr 2013 u. a. eine neue Anlegebrücke bauen ließ. Da bei zu starkem Seegang ein Hubschrauber die einzige Option für Ab- bzw. Abreise ist, besteht heute auch ein Hubschrauberlandeplatz auf der Insel.